# Архиепархия Сан-Сальвадора
Архиепархия Сан-Сальвадора (лат. Archidioecesis Sancti Salvatoris in America) — архиепархия Римско-Католической церкви c центром в городе Сан-Сальвадор, Сальвадор. Юрисдикция архиепархии Сан-Сальвадора распространяется на департаменты Кускатлан, Ла-Либертад и Сан-Сальвадор. В митрополию Сан-Сальвадора входят епархии Сакатеколуки, Сан-Мигеля, Сан-Висенте, Санта-Аны, Сантьяго де Мария, Сонсонате, Чалатенанго. Кафедральным собором архиепархии Сан-Сальвадора является церковь Святого Спасителя.

## История
28 сентября 1842 года Святой Престол учредил епархию Сан-Сальвадора путём её выделения из архиепархии Гватемалы.
11 февраля 1913 года епархия Сан-Сальвадора передала часть своей территории в пользу возведения епархий Сан-Мигеля и Санта-Аны и одновременно была возведена в ранг архиепархии.
18 декабря 1943 года архиепархия Сан-Сальвадора передала часть своей территории в пользу возведения епархии Сан-Висенте.
24 марта 1980 года архиепископ Оскар Ромеро был убит во время мессы из-за его приверженности к осуждению насилия диктатуры своей страны.
30 декабря 1987 года архиепархия Сан-Сальвадора передала часть своей территории в пользу возведения епархии Чалатенанго.

## Ординарии архиепархии
- епископ Хорхе де Витери-и-Унго (27.01.1843 — 5.11.1849) — назначен епископом Леона Никарагуанского;
- епископ Томас Мигель Пинеда-и-Салданья (10.03.1853 — 6.08.1875);
- епископ Хосе Луис Каркамо-и-Родригес (6.08.1875 — 12.09.1885);
- архиепископ Антонио Адольфо Перес-и-Агилар (13.01.1888 — 17.04.1926);
- архиепископ Хосе Альфонсо Бельосо-и-Санчес (22.12.1927 — 9.08.1938);
- архиепископ Луис Чавес-и-Гонсалес (1.09.1938 — 3.02.1977);
- архиепископ Оскар Арнульфо Ромеро-и-Гальдамес (3.02.1977 — 24.03.1980);
- архиепископ Артуро Ривера Дамас С.Д.Б. (28.02.1983 — 26.11.1994);
- архиепископ Фернандо Саэнс Лакалье (22.04.1995 — 27.12.2008);
- архиепископ Хосе Луис Эскобар Алас (27.12.2008 — по настоящее время).